# 우와가와 에미
우와가와 에미(宇和川恵美, 12월 30일 - )는 일본의 성우이다. 아오니 프로덕션 소속 효고현 고베시 출신이다.

## 악력
오사카교육대학 졸업. 아오니주쿠 오사카교 9기생

## 출연작품

### TV 애니메이션
1993년
- 크레용 신짱（1993년 - 2008년、기타오미야군, 판매자, 점원, 뮤지컬 여배우, ZiDAX 접수처 외）
- SLAM DUNK（여학생）

1995년
- 달의요정 세일러문 시리즈（1995년 - 1996년、미러 파레도리, 소녀, 튤립, 아미의 친구, 세일러 스튜어디스, 본본 베이비즈 외）

1996년
- 게게게의 키타로（4기）（1996년 - 1998년、아이3, 여자1, 고스케 외）
- 사랑은 정말（스탭）
- 지옥선생 누베（기쿠치 시즈카、가스미、미사에 외）

1997년
- 큐티하니F（유즈키 사에코、タイガーヘッドクロー, タランチュラパンサー, 포치, 아나운스 외）
- 닥터 슬럼프（1997년 - 1999년、고로미, 엄마, 젊은여, 간호사, 콩콩헬멧, 여교사1, 새엄마）

1998년
- 소년탐정 김전일（1998년 - 1999년、호조 안느, 아카미네 후지코, 하스누마 아야카）
- 성방무협 아웃로스타（점원）
- 센티멘탈 져니（노리코, 나츠호의 어머니）
- 비밀의 아코짱（3기）（개구리）
- 지켜줘 수호월천!（시치리 나나、이케다 선생）
- 유☆희☆왕（가케야마 세자매）

1999년
- ONE PIECE（리카]）

2000년
- 주간 스토리 랜드（여고생A, 웨이트리스, 손님1, 여）
- 노노짱（야마다 사치코）

2001년
- 정글은 언제나 맑음뒤 흐림（아디）
- 지구소녀 아르주나 （시라카와 키미토시）
- 테일즈 오브 이터니아 THE ANIMATION（밀리）

2002년
- 아따맘마（2002년 - 2003년、아나운서、점원1、여자1、여대생2、점원1、손님1）

2003년
- 그대가 바라는 영원（미키）

2005년
- 마법선생 네기마!（초등부 선생님）

2007년
- 마이 햄스터즈（주부햄）

2009년
- 쌍둥이 맑음 （여고생）

2016년
- 명탐정 코난（온다 이즈미）

2017년
- ONE PIECE 에피소드 오브 이스트 블루 : 루피와 4명의 동료들의 대모험（리카）

### 극장판 애니메이션
1995년
- 슬램덩크 포효하라 바스켓 맨 영혼!! 하나미치와 루카와의 뜨거운 여름（여학생）
- 스페셜 프리젠트 아미의 첫사랑: 달의요정 세일러문 SuperS 외전（여자아이）
- 달의요정 세일러문SuperS 세일러 전사 9명 집결! 블랙 드림 홀의 기적（봄봄 베피스）

1996년
- (超)극장판! 지옥선생 누베（리포터）

1997년
- 큐티하니F（레이디 맨티스）
- 지옥선생 누베 오전0시 누베가 죽다!（기쿠치 시즈카）
- 극장판! 지옥선생 누베 공포의 여름방학!! 불가사의한 바다의 전설! !（기쿠치 시즈카）
- 지구가 움직인 날（젊은 어머니）

2001년
- 크레용 신짱 어른제국의 역습（접수）

2004년
- Pa-Pa-Pa 더★무비 퍼맨 문어 DE 퐁! 아시HA 퐁!（여자A）

### 게임
1997년
- 에베루즈（모리츠 콜말）
- 삼국무쌍（손부인）
- 랑그릿사I&II（레티시아）

1999년
- 겟타로보 대결전!（케이）
- 골프하자（Jeena Shirey）

2000년
- 진・삼국무쌍（손부인）

2001년
- 진・삼국무쌍2（2001年 ‐ 2002年、손부인） - 2작품
- 마쓰모토999 〜Story of Galaxy Express 999〜（미라이）
- 모두의 GOLF 3（유이）

2002년
- Only you 리베르쿨루스（노조미）
- 테일즈 오브 데스티니2 (아트와이트 엑스)
- 배틀 뵹신（세이유）
- 나는 작다（타쿠야）
- 마녀의 다과회 （포니카, 포치, 팀）

2003년
- 진・삼국무쌍3（2003년 - 2004년、손부인） - 3작품

2004년
- 구루민（크림）
- 크레용 신짱 폭풍을 부르는 시네마랜드의 대모험! !
- 제노사가 에피소드II［선악의 피안］（미유키 이즈미）
- 제노사가 프리크스（미유키 이즈미）
- 모두의 GOLF 포터블（2004년 - 2007년、뮤） - 2작품

2005년
- 진・삼국무쌍4（2005년 - 2006년、손부인） - 3작품

2006년
- 제노사가I・II（미유키 이즈미）
- 제노사가 에피소드III［짜라투스트라는 이렇게 말했다］（미유키 이즈미）
- 테일즈 오브 데스티니（PS2판）（아트와이트、밀리）
- 레슬엔젤스 서바이버（무라카미 치하루、무라카미 치하키）

2007년
- 진・삼국무쌍5（2007년 - 2009년、손부인） - 2작품
- 무쌍OROCHI（2007년 - 2009년、손부인） - 3작품

2008년
- School Days L×H（伊藤止）
- 테일즈 오브 데스티니 디렉터스컷（아트와이트）
- 레슬엔젤스 서바이버2 （무라카미 치하루、무라카미 치하키）

2010년
- 진・삼국무쌍 MULTI RAID 2（손부인）

2011년
- 진・삼국무쌍6（2011년 - 2012년、손부인） - 4작품
- 무쌍OROCHI 2（2011년 - 2013년、손부인） - 4작품

2012년
- 진・삼국무쌍 VS（孫尚香）

2013년
- 진・삼국무쌍7（2013년 - 2014년、손부인） - 3작품

2015년
- 케모노 프렌즈（イリエワニ、オグロプレーリードッグ、クルル）

2018년
- 진・삼국무쌍8（손부인）
- 무쌍OROCHI 3（손부인）

2019년
- 테일즈 오브 더 레이스（아트와이트 엑스）